# Базилевский, Павел Михайлович
Базиле́вский Па́вел Миха́йлович (укр. Базилевський Павло Михайлович, 1896—1981 гг.) — подполковник армии УНР (в эмиграции — генерал-хорунжий).

## Биография
Родился 9 сентября 1896 г. в Затишье (Тираспольского уезда, Херсонской губернии). Происходит из дворянского рода Полтавской губернии. Окончил Лубенское высшее учебное заведение, 1 января 1916 г. — Чугуевское пехотное юнкерское училище прапорщиком к 216-у пехотному запасному батальону.

## Военная деятельность

### 1916
5 июля 1916 г. прибыл на пополнение войск Юго-Восточного фронта. Последнее звание в российской армии — штабс-капитан. На фронте был активным деятелем украинского движения в войсках.

### 1917
Делегат 1-о Всеукраинского военного съезда в Киеве в мае 1917 г. В конце 1917 г. — старшина 1-го украинского казацкого полка имени Богдана Хмельницкого.

### 1918
С 17 марта 1918 г. — старшина конной сотни 1-го Запорожского полка отдельной запорожской дивизии Армии УНР. С 1 апреля 1918 г. — в составе 2-го куреня 1-го Запорожского полка выделенный на формировании 4-го Запорожского имени Б. Хмельницкого полка армии УНР. С 1 мая 1918 г. — командир 1-й сотни 4-го Запорожского имени Б. Хмельницкого полка Армии Украинского государства. С 12 сентября 1918 г. — командир 3-й сотни и временно исполняющий обязанности командир куреня. С 19 декабря 1918 г. — командир 11-й сотни.

### 1919
С 1 января 1919 г. — командир 3-го куреня. 16 марта 1919 г. был ранен в бою с большевиками, эвакуирован в госпиталь, проходил длительную реабилитацию. С 16 сентября 1919 г. — в резерве старшин Главного управления Генерального штаба УНР. С 26 января 1920 г. — командир куреня 1-го рекрутского полка Действующей армии УНР. 31 марта 1920 г. — командир 10-го куреня 4-й стрелковой бригады Армии УНР. С 28 апреля 1920 г. — помощник командира 11-го куреня. С 1 января 1919 г. — командир 3-го куреня.

### 1920
С 25 июля 1920 г. — командир 20-го куреня 7-й бригады 3-й железнодорожной дивизии армии УНР. С 17 ноября 1920 г. — комендант Могилёва-Подольского. С 20 декабря 1920 г. — помощник начальника школы старшины 3-й ж/д дивизии армии УНР.

### 1921
С 15 февраля 1921 г. — прикреплён к 19-му куреню 3-й ж/д дивизии. С 5 июня 1921 г. — референт снабжения 7-й бригады 3-й ж/д бригады. После интернирования Армии УНР в Польшу находился в лагере Калиша. Был признан начальником лагерной школы подстаршин.

## В эмиграции
С 1923 года жил в эмиграции в Тарново. Во время немецко-польской войны 1939 года и наступления советских войск попал в советский плен. Был выслан в Сибирь. В 1942 году вошёл в ряды польской армии генерала Владислава Андерса, которая формировалась в СССР. В составе этой армии через Иран прибыл на Палестину, где воевал против немецких войск. После 2-й мировой войны эмигрировал в Великобританию. В 1950—1970 годах возглавлял Союз украинских эмигрантов. В 1964 году был избран главой Общества украинских комбатантов в Великобритании.